# Попова, Анастасия Андреевна (Герой Социалистического Труда)
Анастасия Андреевна Попова (10 марта 1928 — 14 июля 2008) — передовик советского сельского хозяйства, доярка колхоза «Победа» Можгинского района Удмуртской АССР, Герой Социалистического Труда (1971).

## Биография
Родилась в 1928 году в деревне Малая Сюга, Можгинского района республики Удмуртия в крестьянской русской семье.
Завершила обучение в пяти классах школы. В начале Великой Отечественной войны, в возрасте 15-ти лет, с мая 1942 по июль 1945 года, работала оператором на Ижевском машиностроительном заводе. После войны приехала в город Можга, где два года работала на стеклозаводе «Химик», а с ноября 1947 по декабрь 1948 года рабочей Можгинского маслозавода.
В дальнейшем стала работать в колхозе «Победа», с 1953 по 1978 годы — дояркой. В 1970 году Анастасия Андреевна смогла получить от каждой из 20 коров в среднем по 3502 килограмма молока, сохранила и вырастила 20 телят.
Указом Президиума Верховного Совета СССР от 8 апреля 1971 года за достижение высоких показателей в сельском хозяйстве и рекордные надои молока Анастасии Андреевне Поповой было присвоено звание Героя Социалистического Труда с вручением ордена Ленина и медали «Серп и Молот».
С 1978 года на пенсии.
Проживала в Можгинском районе. Умерла 14 июля 2008 года.

## Награды
За трудовые успехи была удостоена:
- золотая звезда «Серп и Молот» (08.04.1971)
- орден Ленина (08.04.1971)
- Орден Трудового Красного Знамени (1966)
- Медаль Материнства 2-й степени
- другие медали.